# 191

191(백구십일)은 190보다 크고 192보다 작은 자연수다.

## 수학
- 43번째 소수(素數)다. 앞의 소수는 181, 다음 소수는 쌍둥이 소수인 193이다.
  - 15번째 소피 제르맹 소수(↔ 383)다. 앞의 소피 제르맹 소수는 179, 다음은 233이다.
  - 14번째 슈퍼 소수로, 191의 소수 순번인 43도 소수다. 앞의 슈퍼 소수는 179, 다음은 211이다.
  - 10번째 회문 소수다. 앞의 회문 소수는 181, 다음은 313이다.
- {\displaystyle 39^{5}-1}은 191로 나누어떨어진다.

## 과학
- NGC 191: 고래자리 방향에 있는 나선 은하.

## 교통

### 항공
- 아메리칸 항공 191편 추락 사고
- 델타 항공 191편 추락 사고

### 도로
- 일본 191번 국도(일본어판): 야마구치현 시모노세키시에서 히로시마현 히로시마시 나카구까지 이어지는 일본의 국도.
- 현도 제191호선

## 군사
- U-191(영어판, 독일어판): 제2차 세계 대전에 사용된 나치 독일의 군용 잠수함.

## 문화유산
- 대한민국의 국보 제191호: 황남대총 북분 금관
- 대한민국의 보물 제191호: 강릉 보현사 낭원대사탑
- 대한민국의 사적 제191호: 고려 공양왕릉

## 방송
- 스카이라이프의 9colors 채널 번호.
- 지니 TV의 SPOTV 프라임2 채널 번호.
- U+ TV의 RNA 채널 번호.
- B tv 케이블의 MTN 머니투데이방송 채널 번호.

## 기타
- 연도: 191년, 기원전 191년